# Metonomastus hirtellus
Metonomastus hirtellus är en mångfotingart som först beskrevs av Filippo Silvestri 1903.  Metonomastus hirtellus ingår i släktet Metonomastus och familjen orangeridubbelfotingar. Inga underarter finns listade i Catalogue of Life.